# Седми словеначки корпус НОВЈ
Седми словеначки корпус НОВЈ формиран је у 3. октобра 1943. године. При формирању, у његов су састав ушле Четрнаеста, Петнаеста и Осамнаеста словеначка дивизија НОВЈ. Први командант корпуса био је Рајко Танасковић, а политички комесар Јоже Брилеј.
Корпус је дејствовао на подручју Долењске, Нотрањске и словеначког дела Истре.

## Борбени пут корпуса
У другој фази немачке Октобарске офанзиве, у првој половини октобра 1943. године, 14. дивизија Седмог корпуса водила је тешке борбе против немачких снага дуж пруге Ракек–Шемпетер–Илирска Бистрица и у Бркинима, а затим су све дивизије корпуса прешле у противнапад на немачка упоришта на периферији слободне територије Долењске и Нотрањске. У трећој фази офанзиве, од 15. октобра до 12. новембра, јединице корпуса водиле су тешке борбе против надмоћних немачких снага и 1200 словеначких домобрана. Средином новембра, снаге корпуса су поновоно прешле у противнапад, опколиле немачки гарнизон у Новом Месту, ликвидирале многа, у офанзиви успостављена упоришта словеначког домобранства и ослободиле највећи део привремено изгубљене слободне територије (Бела крајина, Кочевско подручје, Рибнишка, Лошка и Церкнишка долина, Блошка планота и већи део Долењске између реке Крке и немачке демаркационе линије. Немачке снаге су задржале само Љубљану, Ново Место, Кочевје у упоришта дуж пруге Љубљана–Ријека и Шемпетер–Трст.
У другој половини новембра, 18. дивизија је била пребачена у Горски котар где је садејствовала Тринаестој приморско-горанској дивизији у уништењу многих усташко-домобранских и немачких упоришта. У Словенију се вратила крајем јануара 1944. године. Крајем 1943. године, из састава корпуса је изашла 14. дивизија, која је у јануару 1944. преко Хрватске упућена у Штајерску.
У 1944. години, главна активност јединица корпуса била је усмерена на рушење комуникација у Долењској и Нотрањској, које је непријатељ у међувремену настојао да оправи. Стално су нападани немачки транспорти и упоришта квислиншких снага. Наредбом Главног штаба Словеније од 2. фебруара 1944. године у Штабу корпуса били су офрмирани оперативни одсек, обавештајни центар, одсек за кадрове, одсек за везе, интендатура, санитетски, пропагандни, судски одсек и одсек за позадину. Нешто касније је за обављање војнопозадинских послова на војишном простору корпуса била образована посебна корпусна војна област од Белокрањског, Долењског, Нотрањског и Истарског војног подручја. У лето 1944. године, образован је Гарнизон Седмог корпуса као јединица и школа за новомобилисане борце, који су, после краће војно-политичке обуке, упућивани у оперативне јединице.
Веће акције корпуса у првој половини 1944. године биле су напад на домобранска упоришта Зденску Вас и Велике Лашче крајем фебруара, неуспели напад на јако немачко-домобранско упориште Рибницу 19. и 20. априла, мајска офанзива у Сувој крајини и на сектору Требња, кад су ликвидирана немачко-домобранска упоришта у Добрави, Добрничу, Жужемберку, Требњу, Мирној Печи, Тржишчу и Св. Јурију. Због сталног рушења железничких пруга и објеката на њима, немачки војници нису успели да оспособе за саобраћај пруге Љубљана–Ново Место–Карловац, Љубљана–Кочевје и Требње–Севница, а пруга Љубљана–Трст радила је само 1/8 пропусне моћи. Напади на комуникације извођени су и у другој половини 1944. године.
До краја рата, јединице Седмог корпуса стално су се бориле против немачких и квислиншких снага, које су због већих потреба обезбеђења комуникација и транспорта јачале из месеца у месец што се више примицао немачки фронт границама Рајха. Нарочито тешке борбе вођене су за одбрану слободне територије Беле крајине у другој половини новембра 1944, на подручју Кочевја и Новог Места, када су сломљени јаки напади немачких и домобранских јединица. У тим борбама су обе стране имале знатне губитке, а словеначким домобранима нанети су одлучујући порази.
У априлу 1945. године, корпус је ушао у састав Четврте армије ЈА и учествовао у завршним операцијама. До 4. маја, ослободио је кочевско подручје, до 6. маја Долењску, и у садејству с 29. херцеговачком дивизијом Љубљану од 8. до 9. маја. Од краја децембра 1944, у саставу корпуса борила се италијанска партизанска бригада „Фонтанот“ и Аустријски батаљон, а од друге половине априла 1945. италијанска дивизија „Гарибалди Натисоне“ (крајем априла са бригадом „Фонтанот“ реорганизована у дивизију „Гарибалди“). Штаб корпуса расформиран је 21. маја 1945. године, а 15. и 18. дивизија ушле су су састав Треће армије ЈА.

## Одликовања
Указом председника Републике Словеније, 2005. године, Седми словеначки корпус НОВЈ одликован је Златним орденом слободе Републике Словеније, највишим словеначким одликовањем.